# Parhelium

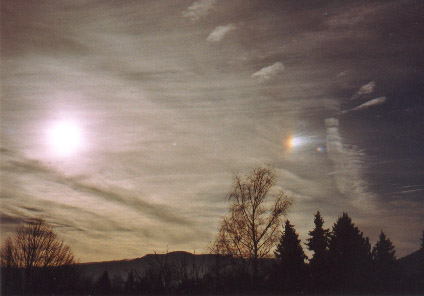
Een rechter bijzon. Let op de duidelijke roodverkleuring richting de zon.

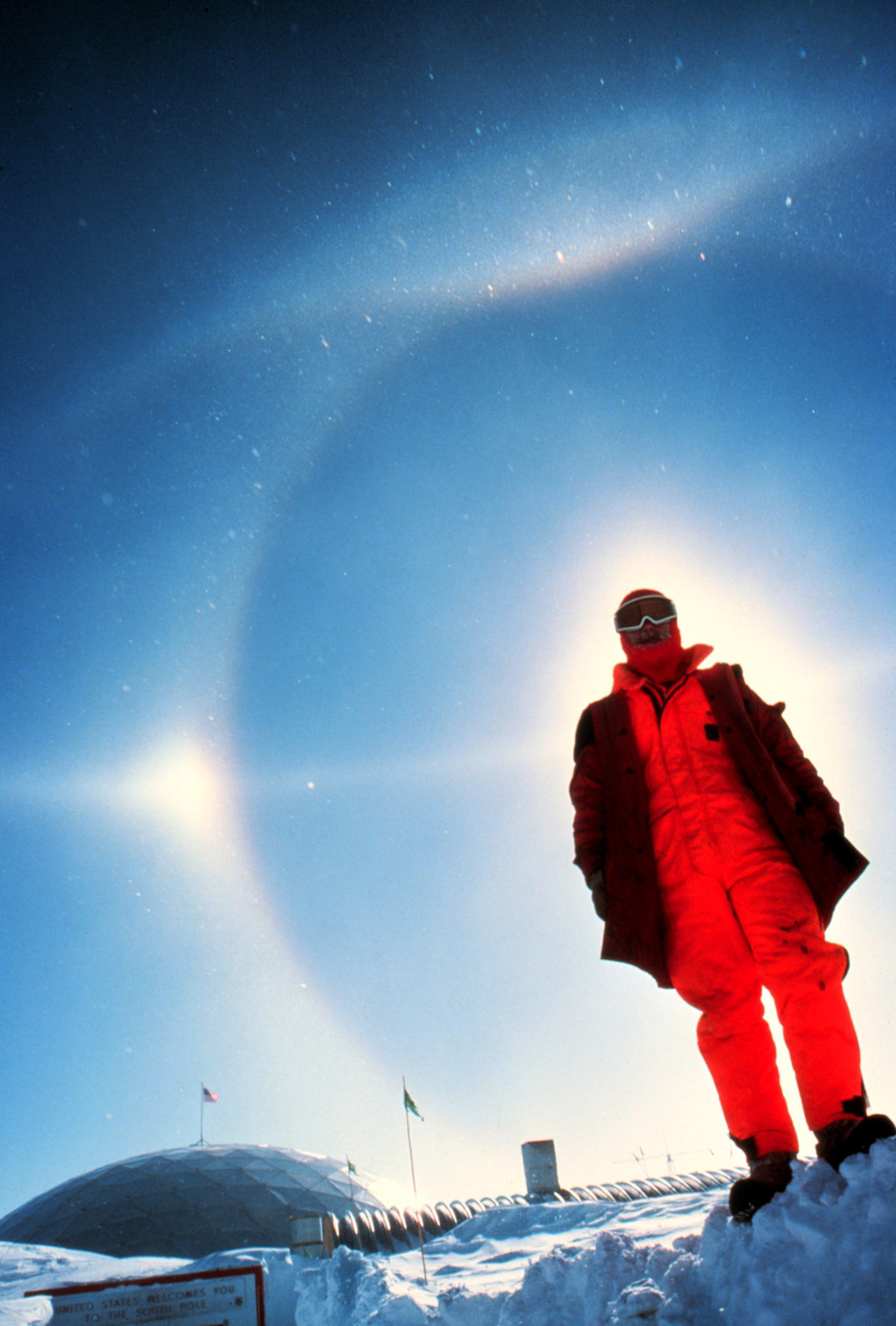
Halo's rond de zon op de zuidpool, met onder andere een 22°-halo en linker bijzon

Bijzonnen (in het Engels parhelia  (enkelvoud parhelion) of sun dogs) of parhelium zijn een natuurlijk optisch fenomeen in de aardatmosfeer in de vorm van twee heldere lichtvlekken links en rechts van de zon. Vaak is er maar één te zien. Bijzonnen behoren tot de categorie haloverschijnselen, die kunnen worden waargenomen wanneer de zon door ijskristallen schijnt, veelal in de vorm van cirrus- of cirrostratuswolken. Bijzonnen zijn frequent bij lage temperaturen, maar kunnen overal ter wereld en in alle weertypen optreden. Ze zijn het meest opvallend bij een lage zonnestand en gaan vaak samen met andere halo's zoals (delen van) de 22° halo, parhelische kring en circumzenitale boog.

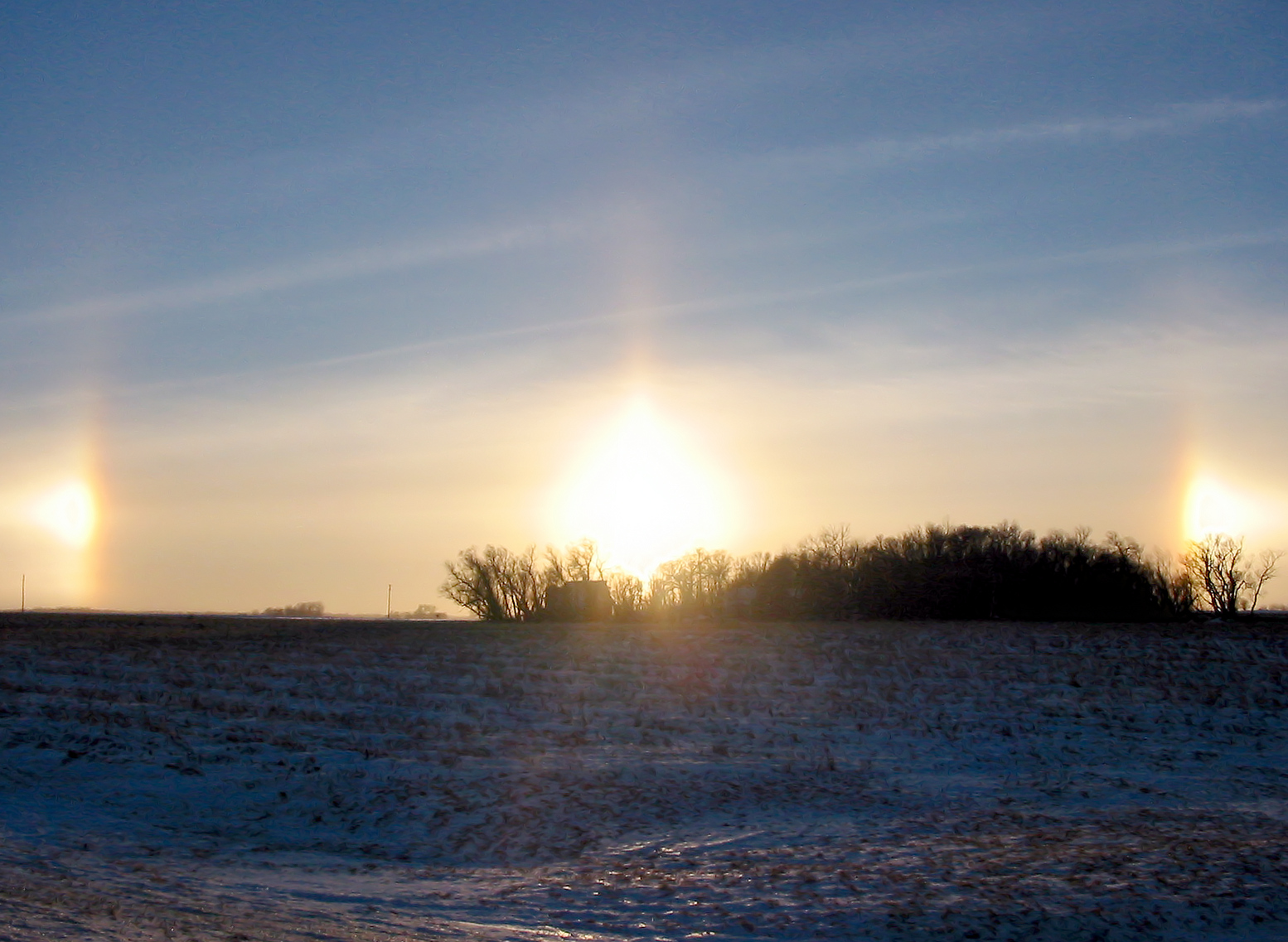
Bijzonnen in New Ulm, Minnesota, Verenigde Staten op 22 januari 2005

Bijzonnen ontstaan doordat het zonlicht wordt gereflecteerd en gebroken door zeshoekige plaatvormige ijskristallen in de atmosfeer, waardoor het wordt gesplitst in de kleuren van het spectrum, op een vergelijkbare manier als bij een regenboog. Als gevolg van de horizontale oriëntatie van de kristallen worden de lichtstralen het sterkst naar links en rechts verspreid, resulterend in twee lichtplekken aan beide zijden van de zon en op dezelfde hoogte boven de horizon. In tegenstelling tot een regenboog hebben bijzonnen het uiterlijk van enigszins driehoekige vlekken (soms met een horizontale, van de zon af gerichte 'staart' - deel van de parhelische kring) of bijna-verticale staven, en zijn ze doorgaans subtieler van kleur. Het rode gedeelte van het spectrum is bij bijzonnen altijd naar de zon toe gericht.
Halo's (waaronder parhelia) werden gezien tijdens de Slag van Mortimer's Cross in Engeland (1461). Honderd jaar later maakte Hans Glaser een houtsnede genaamd Erscheinung am Himmel bei Nürnberg am 14. April 1561, van een verschijnsel dat een parhelium zou zijn in Neurenberg. Ook in het reisverslag van Gerrit de Veer over de overwintering op Nova Zembla 1596-1597 met Willem Barentsz wordt melding gemaakt van dit verschijnsel. De Veer schrijft er over op 4 juni 1596.
Analoog aan de parhelia zijn de paraselenae of bijmanen, veroorzaakt door het licht van de maan. Deze zijn echter zeldzamer dan bijzonnen, doordat de maan veel minder fel is dan de zon, met als gevolg dat eventuele bijmanen vaak te zwak zijn om door het menselijk oog te worden waargenomen. Doorgaans zijn ze alleen rond volle maan goed zichtbaar.

## Nabootsing van bijzonnen
De ontstaanswijze van bijzonnen kan vrij gemakkelijk worden nagebootst door een gelijkzijdig prisma aan een touwtje te hangen, zodanig dat de drie transparante zijvlakken verticaal georiënteerd zijn. Het prisma moet in het zonlicht hangen en vlug rond de centrale as draaien. wat er op de nabije muur (of wit scherm) te zien is toont twee spectra waarvan de duidelijkste kleur het rood is (zoals in de echte bijzonnen). De andere spectrale kleuren worden tot wit herleid, vooral het blauw is onherkenbaar. Zoals dat ook bij de echte bijzonnen het geval is, is in de geprojecteerde spectra te zien dat de blauwe gedeelten ervan het begin (alsook einde) van de parhelische kring aanduiden. Het gelijkzijdig prisma bootst een hexagonaal (zeshoekig) plaatvormig transparant ijskristal na waarvan de voorkeursstand horizontaal is. Dit experiment kan dus ook uitgevoerd worden met behulp van een zeskantig transparant stuk glas waarvan de zes hoeken elk 120° bedragen, en de zijvlakken verticaal georiënteerd zijn.

## Crown Flash
Een bijzonder verschijnsel gerelateerd aan bijzonnen is het optische fenomeen Crown Flash, dat eruitziet als een bijzon die sprongsgewijs van positie verandert onder invloed van elektromagnetische spanningsverschillen afkomstig van bliksemontladingen in een onweerswolk. Tijdens onweer kan het gebeuren dat er haloverschijnselen zichtbaar zijn in de hoger gelegen kap van Cirrus-bewolking bovenaan een Cumulonimbus-wolk. Als de waarnemer zich op de juiste positie bevindt om een van de twee bijzonnen in een cirruskap te observeren, neemt de kans toe op het getuige zijn van de Crown Flash. Op YouTube bestaan verschillende filmpjes waarin het grillige karakter van de Crown Flash te zien is, met commentaar van de verbijsterde ooggetuigen. Het verschijnsel Crown Flash is geen recent ontdekt fenomeen, het werd reeds opgenomen in het Sourcebook Project van William R. Corliss, en is dan ook vermeld in diens boek Lightning, Auroras, Nocturnal Lights, and related luminous phenomena (The Sourcebook Project, 1982). De Crown Flash kan ook waargenomen worden in gedeelten van de parhelische cirkel, ook in het gedeelte aan de tegenoverliggende kant van de zon.

## Heldere bijzonnen als alternatieve lichtbronnen omOffset White Arcste doen ontstaan
Offset White Arcs zijn afwijkende witte regenboogverschijnselen, die echter niet mogen worden verward met haloverschijnselen. Tal van ooggetuigenverslagen van het verschijnsel Offset White Arcs zijn vermeld in het boek Rare Halos, Mirages, Anomalous Rainbows, and related electromagnetic phenomena van William R. Corliss (The Sourcebook Project, 1984). Waarschijnlijk moet de oorzaak gezocht worden in het simultaan optreden van heldere bijzonnen links en rechts van de eigenlijke zon, waarbij een regenbui aan de tegenoverliggende kant van de zon beschenen wordt door zowel de zon als door de twee heldere bijzonnen. Gezien het feit dat bijzonnen eruitzien als horizontale spectrumbanden, moeten de spectrale kleuren van de afwijkende primaire en secundaire regenbogen enerzijds tot wit herleid worden (de Offset White Arcs), en anderzijds uiteengetrokken worden (dit levert vrijwel onzichtbare brede bogen op).